# McDonnell Douglas F-4 Phantom II au service de l’Australie
La Force aérienne royale australienne (appelée RAAF) a utilisé 24 McDonnell Douglas F-4E Phantom II en tant qu'appui aérien rapproché entre 1970 et 1973. Les Phantom ont été loués à l'United States Air Force (USAF) en guise de mesure provisoire en raison des retards dans la livraison des 24 bombardiers General Dynamics F-111C de la RAAF. Les F-4E menaient cette mission à bien également mais le gouvernement n'était pas d'accord avec la RAAF qui proposait de garder cet avion une fois que les F-111 seraient entrés en service en 1973.
La version F-4C du Phantom II était présente durant l'évaluation de l'avion par la RAAF qui visait à remplacer ses bombardiers English Electric Canberra en 1963. C'est le F-111 qui a été choisi mais quand le projet a été retardé à la fin des années 1960 à cause de problèmes techniques de longue durée sur l'avion, la RAAF a déterminé que le F-4E Phantom II serait la meilleure alternative. Les problèmes récurrents sur les F-111 ont fait que les gouvernements australien et américain se sont mis d'accord en 1970 sur le fait que la RAAF loue 24 F-4E et leur équipement de soutien à l'US Air Force.
C'est en septembre 1970 que les F-4E sont entrés en service et ils se sont révélés très efficaces. Ils ont assuré un rôle air-sol et préparé les pilotes à manœuvrer les F-111 modernes. Le programme d'entraînement intensif sur cet appareil a également amélioré les critères professionnels de la RAAF. L'un des Phantom a été détruit durant un accident en 1971 et un autre s'est vu réparé par la RAAF après qu'il eut été gravement endommagé durant un atterrissage d'urgence. Les 23 avions restants ont été rendus à l'USAF  en deux fois en octobre 1972 et juin 1973.

## Acquisition
Le McDonnell Douglas F-4 Phantom II était l'un des avions évalués par la RAAF pour remplacer ses anciens bombardiers English Electric Canberra au début des années 1960. Au cours de l'année 1963, une équipe d'officiers supérieurs de la RAAF dirigée par le Maréchal de l'air Valston Hancock (qui est aussi à la tête de la RAAF) s'est rendue aux États-Unis pour tester le General Dynamics F-111 Aardvark (appelé plus tard "TFX"), le North American A-5 Vigilante et le bombardier F-4C Phantom II. Ils ont profité de leur visite aux États-Unis pour s'informer sur le Boeing KC-135 Stratotanker dont le soutien à ces avions était considéré comme nécessaire. Les officiers de la RAAF se sont ensuite rendus au Royaume-Uni et en France pour tester respectivement le BAC TSR-2 et le Dassault Mirage IV. Dans son rapport final, l'équipe a rejeté le F-4C en raison de son manque de portée, de performance à basse altitude et de la capacité de reconnaissance dont la RAAF avait besoin. Alors que le F-111 était celui qui convenait le mieux parmi tous les avions testés, l'équipe a proposé que la RAAF obtienne 36 Vigilantes étant donné qu'ils remplissaient aussi les conditions de cette dernière et qu'ils pouvaient être livrés en un temps plus court. Le gouvernement de l'Australie a rejeté ce conseil et a décidé d'acheter 24 F-111. À l'époque où l'achat a eu lieu (fin 1963), ces avions devaient être livrés en 1967. La date de livraison a été repoussée d'un an après que l'Australie eut décidé de commander l'unique autre version du F-111C. À la fin de l'année 1963, les États-Unis ont décidé de prêter à l'Australie 24 bombardiers Boeing B-47 Stratojet jusqu'à ce que les F-111 soit livrés. Le conseil de l'air de la RAAF s'est opposé à cette acquisition car ces avions étaient obsolètes et leur utilisation couterait cher. À la place, il a recommandé au cabinet australien de louer aux États-Unis un groupe d'avion d'attaque au sol F-4C (la version RF-4C de reconnaissance) ainsi que des avions ravitailleurs si l'on avait provisoirement besoin d'une force de frappe. Le cabinet a pris la décision en 1964 de rejeter ces deux options. Entre 1965 et 1970, six pilotes australiens affectés à l'USAF pilotaient des Phantom lors de la Guerre du Viêt Nam,.

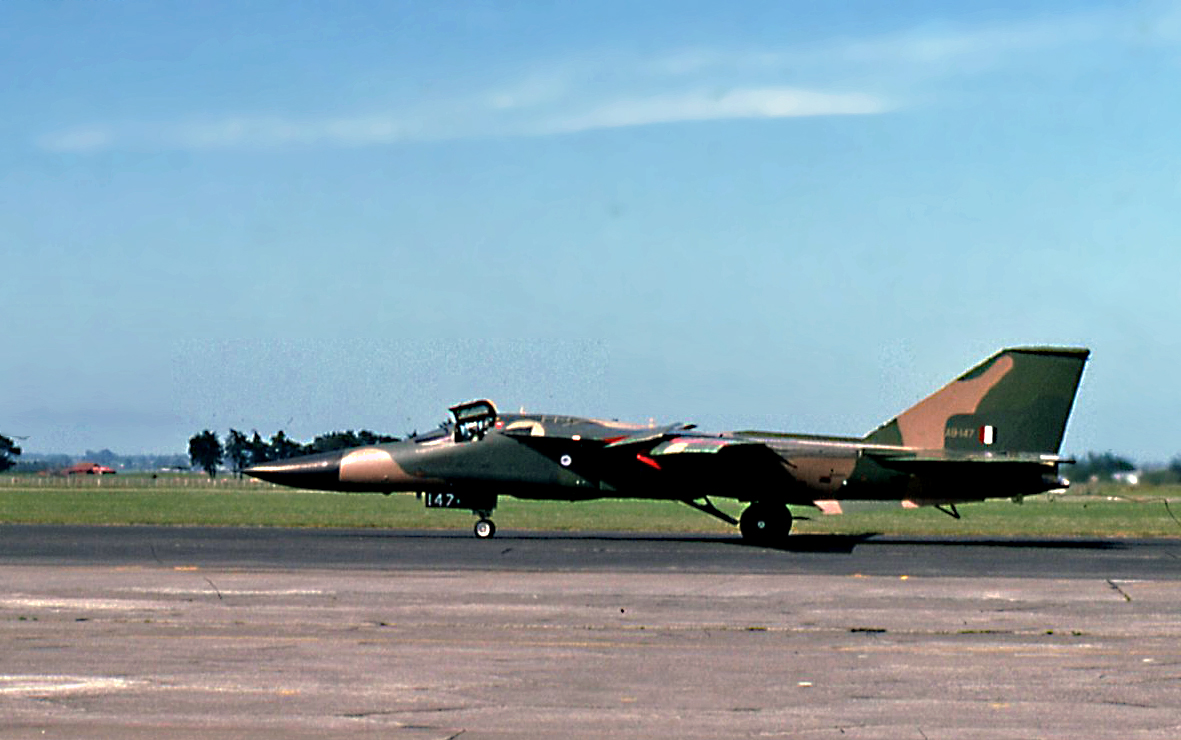
L'un des F-111C de la RAAF en 1975.

Le projet des F-111 a connu d'importants problèmes à la fin des années 1960. Au vu des retards dans la fabrication de la version de reconnaissance RF-111 des F-111 que l'Australie a commandé en quatre exemplaires, la RAAF a considéré le fait d'acheter huit RF-4C ou huit avions de reconnaissance RF-4E et deux ravitailleurs au début de l'année 1968. L'Air Force et le gouvernement ont fini par arriver à la conclusion qu'il était trop tôt pour prendre une décision à ce propos et aucune action n'a été entreprise. La RAAF a accepté les 24 F-111C lors d'une cérémonie à Fort Worth au Texas le 4 septembre 1968. À cette époque, le programme F-111 se portait très mal à cause de problèmes techniques concernant l'assemblage de l'aile de l'avion et tous les F-111 ont été cloués au sol lorsque l'un de ces appareils s'est écrasé aux États-Unis le 23 septembre. Les tests qui ont suivi ont révélé d'autres problèmes, notamment avec les composants du F-111 n'atteignant pas leur durée de vie prévue et les avions australiens ont été immobilisés à Fort Worth jusqu'à ce que ces défauts soit corrigés,. La RAAF a ensuite évalué le F-4E Phantom II Blackburn Buccaneer, le Vought A-7 Corsair II et le Grumman A-6 Intruder pour qu'ils servent de possible remplacements au F-111. Seul le F-4E se rapprochait de ce dont la RAAF avait besoin même si sa courte portée et son manque de radar de suivi de terrain et d'éléments de brouillage étaient problématiques.
En 1970, les F-111C n'étaient pas encore prêt à voler et l'on faisait pression sur le gouvernement australien pour qu'il annule la commande ou trouve une solution de remplacement. En avril de la même année, le ministre de la défense Malcolm Fraser a signé un accord avec son homologue américain Melvin Laird spécifiant les conditions d'acceptation des F-111 pour le gouvernement australien. La location à l'Australie de 24 F-4E Phantom à prix réduit faisait partie des négociations précédant cet accord. Fraser a recommandé cette offre, un geste soutenu par le Cabinet et le conseil de l'air,. Mais la RAAF n'a pas changé d'avis sur les F-111C et le conseil de l'air a publié une déclaration courant mai affirmant que ces avions « répondraient de manière certaine beaucoup mieux aux besoins opérationnels de la RAAF que les le F4-E ».
Une équipe de la RAAF avec à sa tête le général de corps aérien et vice-maréchal de l'air Charles Read fut envoyé aux États-Unis en mai 1970 pour négocier les termes de cette location. Après avoir étudié ces derniers, Read a donné son feu vert et d'après l'historien spécialiste de la RAAF Alan Stephens, cette décision a « enchanté les officiers supérieurs ainsi que les équipages ». Le Cabinet a par la suite apprové la location de 24 Phantom pendant deux ans pour un coût total de 41 554 000 dollars américains (comprenant l'entrainement, les pièces détachées et les conseils techniques) et l'accord officiel pour cela a été signé le 29 juin 1970. L'US Air Force a appelé ce projet « Peace Reef ». Les termes de l'accord de location permettaient au gouvernement australien d'acheter entièrement les Phantom si le programme F-111C était annulé mais autorisaient aussi l'USAF d'exiger le retour immédiat de leurs avions ainsi que de leur équipement en cas d'urgence nationale. Laird a donné a Fraser un engagement écrit stipulant que cette option ne ferait pas l'objet d'un exercice, ce qui n'a jamais été médiatisé. Il a également promis que les ravitailleurs de l'USAF serait présents pour soutenir les Phantom australiens en cas de crise, dépendant des besoins américain et des termes des accords pertinents entre les deux pays.

## Service opérationnel

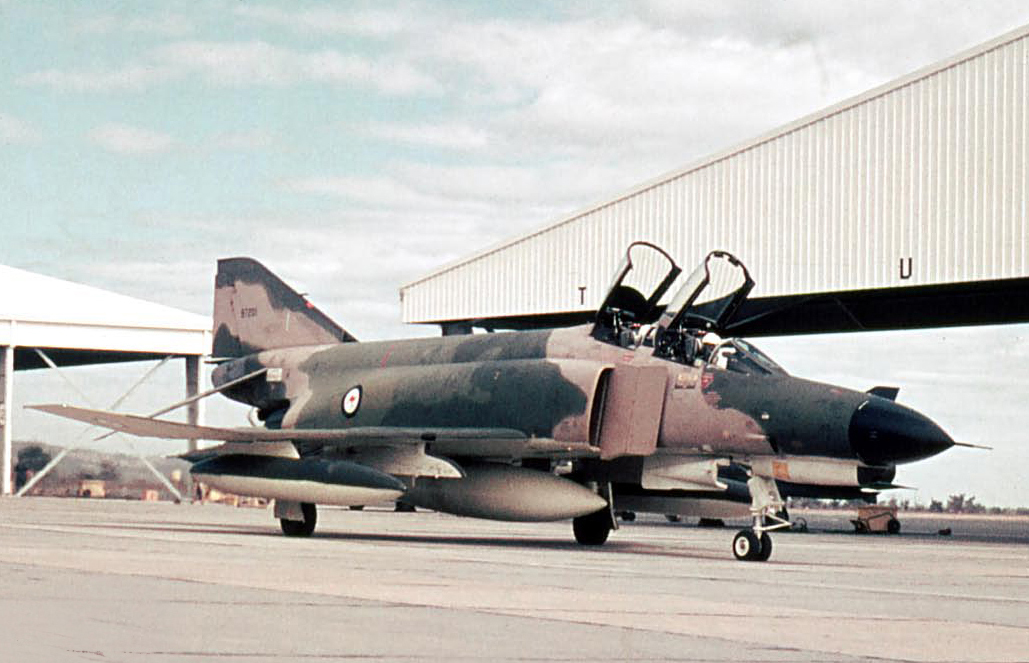
F-4E australien du No. 1 Squadron RAAF en mars 1971 sur la RAAF Base Pearce.

Les Phantom de la RAAF ont été livrés peu après que l'accord de location soit signé. Les pilotes et navigateurs des escadrons numéro 1 et 6 qui devaient utiliser l'avion ont commencé à arriver aux États-Unis pour l'entrainement de conversion en juillet 1970. Une grande partie de ce dernier était fourni par le 4530e escadron d'entrainement technique de la première escadre de chasse de l’USAF à la base de MacDill en Floride et comprenait 32 heures de vol,. Le personnel de l'USAF était aussi en poste à leur base d'Amberley au Queensland (où les F-4E étaient attendus) pour entrainer les équipes au sol australiennes. Les Phantom australiens ont été livrés sur ordre de l'USAF et étaient neufs. La RAAF a accepté les 24 appareils en septembre 1970 et ils ont ensuite été transportés à Amberley en quatre groupes de six avions : les trois premiers groupes sont arrivés le 14, le 19 et le 26 septembre puis le dernier groupe le 3 octobre. On a donné au Phantom le préfixe « A69 » du numéro de série de la RAAF mais pas aux F-4E qui ont gardé leur numéro de série américain.
Le Phantom a grandement amélioré les capacités de frappe au sol de la RAAF. Les F-4E étaient plus récents technologiquement que les Canberra puisqu'ils pouvaient atteindre des vitesses supersoniques, étaient équipés d'un radar et de missiles air-air et possédaient une navigation inertielle, un dispositif d'attaque au sol et un canon. Les Phantom pouvaient occuper plusieurs rôles mais la RAAF les utilisait avant tout en tant qu'avion d'attaque. La raison de ce rôle était de préparer l'équipage à piloter des F-111 et la plupart des exercices étaient concentrés autour de tâches que les F-111 pourrait aussi effectuer.

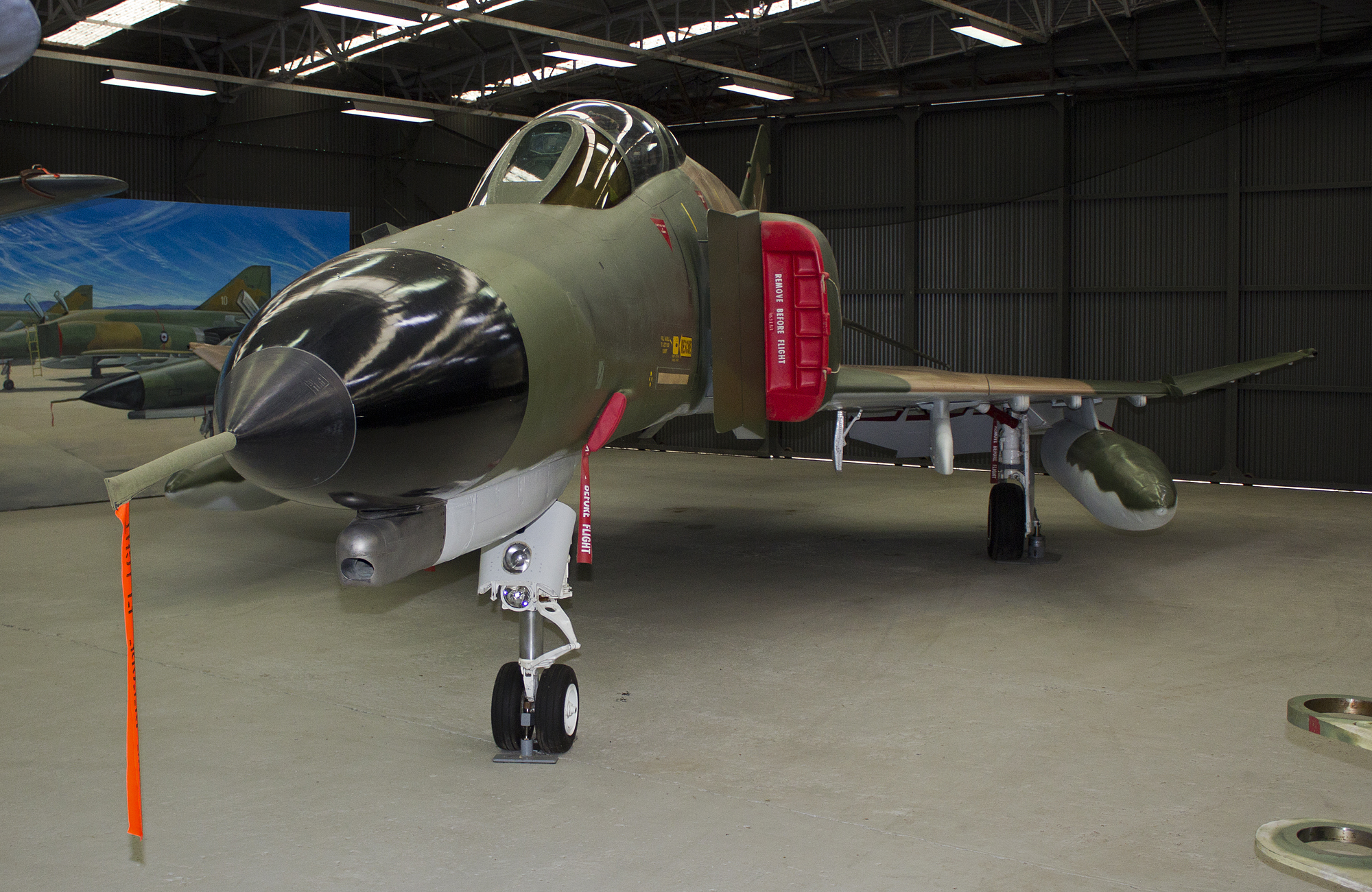
un ancien F-4E de l'USAF au musée de la RAAF.

L'entrainement des équipages sur les F-4E a commencé trois jours après l'arrivée à Amberley. Ces avions étaient à la base utilisés en tant que groupe par l'aile numéro 82 (le quartier général des escadrons numéros 1 et 6) et ont été partagés entre ces deux escadrons seulement une fois que tous les Phantom, les équipages et les équipes au sol soient arrivés en Australie. Le programme d'entrainement devenait de plus en plus complexe, intégrant des vols de nuit à partir d'octobre, des déploiements afin de s'entrainer aux bombardements à partir de fin novembre et des sorties air-air à partir de janvier 1971. Les missions d'attaque au sol ont été effectuées à partir de février 1971 et au mois de juin de la même année, de vraies bombes étaient larguées par les Phantom pendant les exercices. Certains appareils ne sont pas entrés en service immédiatement à cause d'un manque de pièces détachées mais tous étaient opérationnels fin 1970.
Pendant qu'ils étaient en service pour la RAAF, les Phantom ont été utilisés aux côtés des chasseurs Dassault Mirage III de la RAAF et des avions d'attaque au sol Douglas A-4 Skyhawk de l'aéronavale de la Royal Australian Navy. En plus des vols d'entrainement de routine, les Phantom ont pris part à d'importants exercices de défense aérienne et ont également effectué des sorties d'entrainement contre des navires de guerre. Les F-4E ont aussi participé à des shows aériens, dont quatre ont pris part à une exposition aérienne dans différentes parties de l'Australie à l'occasion du 50e anniversaire de la RAAF en mars et avril 1971.
L'entretien des Phantom était géré par l'escadron numéro 482 et le dépôt d'avions numéro 3 de la RAAF, tous deux basés à Amberley. En plus de la révision habituelle, ces unités ont modifié les radars AN/APQ-120 des appareils au début de l'année 1971. Pour répondre à des problèmes détectés pendant l'entretien, le personnel technique de la RAAF a vérifié l'entièreté de l'avion pour détecter d'éventuels défauts au niveau du système de volets d'urgence en septembre 1971 et a conduit des tests au rayons X pour détecter des fissures au niveau des stabilisateurs début 1972.
Les Phantom de la RAAF ont été victimes de plusieurs accidents. Le premier a eu lieu le 19 octobre 1970 en raison d'un défaut de déclenchement du système anti-blocage des roues et de la direction du train d'atterrissage avant sur le Phantom A69-7234. La décision a été prise d'utiliser le brin d'arrêt de la base pour ralentir l'avion à l'atterrissage mais cela a échoué car, au moment de l'accrochage des câbles par la crosse d'appontage, l'appareil a fait une sortie de piste. Le pilote a souffert de blessures superficielles et le navigateur n'a pas été blessé mais l'avion a été en partie détruit. A69-7234 a été par la suite réparé par le dépôt d'avions numéro 3 et a repris du service le 30 septembre 1971. Ce fut pour l'époque la réparation de Phantom la plus complexe jamais réalisée par le personnel militaire de tous les pays possédant cet avion. L'autre accident majeur a eu lieu dans la nuit du 16 juin 1971 quand l'appareil A69-7203 s'est écrasé en mer pendant un vol d'exercice près de Evans Head, entrainant la mort du pilote et du navigateur. Étant donné que seuls quelques morceaux d'avions ont été retrouvés, l'enquête officielle n'a pas pu déterminer la cause exacte de l'accident. Cependant, les enquêteurs sont arrivés à la conclusion que l'erreur humaine serait l'hypothèse la plus crédible. Le coût de cet avion a servi pour un Lockheed P-3 Orion qui s'était écrasé aux États-Unis en 1968 avant d'être livré à la RAAF. D'autres accidents ont concerné le Phantom A67-7220, qui a subi une trop importante pression en vol en février 1971 (ses moteurs ont par conséquent été renvoyés aux États-Unis pour y être réparés) et le A69-7206 dont le train avant a cassé au décollage en janvier 1972.
La RAAF a été très satisfaite des performances affichées par les F-4E et ils ont joué un rôle important dans la préparation de l'aile n. 82 au pilotage du F-111. Beaucoup de personnes au sein de l'Air Force étaient d'accord sur le fait qu'il aurait été très difficile pour cette aile de faire la transition du Canberra au F-111, qui se pilote beaucoup plus difficilement. Plus particulièrement, les Phantom de la RAAF ont permis de donner au personnel de l'expérience en matière d'utilisation d'avions ayant des instruments sophistiqués et une grande variété d'armes. Le programme d'entraînement intensif de l'aile n. 82 pendant cette période lui a également fait beaucoup gagner en professionnalisme. De même, dans son livre Going solo: The Royal Australian Air Force 1946–1971, Alan Stephens a démontré que la vitesse à laquelle le personnel de vol et le personnel technique se sont adaptés à l'utilisation des Phantom « a montré l'exceptionnelle aptitude technique de la RAAF ».

## Retour à l'US Air Force
Les réparations des F-111C de la RAAF ont été entreprises fin 1971 et les 24 appareils ont été acceptés le 15 mars 1973. L'Australian Air Force a pensé garder les Phantom après l'entrée en service des F-111 et le gouvernement américain lui a fait une offre de vente pour les 23 avions restants pour un montant de 54 millions de dollars . Des études ont démontré que le coût pour garder les F-4E s'élèverait à 77 millions de dollars et que l'un des escadrons de mirage III devrait disparaître au profit des unités équipées de Phantom. Néanmoins, le conseil de l'air a émis le souhait de les garder mais cette proposition a été rejetée par le Cabinet en 1972 à la suite d'un conseil du Department of Treasury. Si les Phantom étaient restés en service, ils auraient servi à fournir un appui aérien rapproché pour l'armée.
Ils ont été rendus à l'USAF à partir de 1972. L'escadron numéro 6 a cessé d'utiliser cet avion à partir du 4 octobre 1972. Six F4-E sont partis des États-Unis le 25 octobre de la même année, suivis par cinq autres début novembre. Les six premiers F-111 sont arrivés à Amberley le 1er juin 1973 et cinq jours plus tard, six Phantom sont partis pour les États-Unis. Le 20 juin était le jour du dernier vol de Phantom effectué par la RAAF et quatre sont partis le jour suivant. Les deux derniers sont partis d'Amberley le 21 juin. Tous les Phantom ayant appartenu à la RAAF ont été convertis en avions Wild Weasel.
Un ancien F-4E de l'USAF est exposé au musée de la RAAF à Melbourne. Cet avion n'a pas servi avec les autres appareils de la RAAF mais a été présenté à cette dernière par le National Museum of the United States Air Force en 1990 et est peint aux couleurs des Phantom utilisés par l'aile n. 82.